# Tanjung Karangan (Tanjung Agung)
Tanjung Karangan is een bestuurslaag in het regentschap Muara Enim van de provincie Zuid-Sumatra, Indonesië. Tanjung Karangan telt 1838 inwoners (volkstelling 2010).